# U-316
| U-316                      | U-316                                                          | U-316                                                          |
| -------------------------- | -------------------------------------------------------------- | -------------------------------------------------------------- |
|                            |                                                                |                                                                |
|                            |                                                                |                                                                |
|                            |                                                                |                                                                |
| Під прапором               | Третій рейх                                                    | Третій рейх                                                    |
| Спуск на воду              | 19 червня 1943 року                                            | 19 червня 1943 року                                            |
| Виведений зі складу флоту  | 2 травня 1945 року                                             | 2 травня 1945 року                                             |
| Сучасний статус            | затоплений                                                     | затоплений                                                     |
| Проєкт                     |                                                                |                                                                |
| Тип ПЧ                     | Торпедний ДПЧ                                                  | Торпедний ДПЧ                                                  |
| Основні характеристики     |                                                                |                                                                |
| Швидкість (надводна)       | 17,7 вузла                                                     | 17,7 вузла                                                     |
| Швидкість (підводна)       | 7,6 вузла                                                      | 7,6 вузла                                                      |
| Робоча глибина занурення   | 100 м                                                          | 100 м                                                          |
| Гранична глибина занурення | 220 м                                                          | 220 м                                                          |
| Екіпаж                     | 44 особи                                                       | 44 особи                                                       |
| Розміри                    |                                                                |                                                                |
| Довжина найбільша (по КВЛ) | 67,1 м                                                         | 67,1 м                                                         |
| Ширина корпусу найб.       | 6,2 м                                                          | 6,2 м                                                          |
| Висота                     | 9,6 м                                                          | 9,6 м                                                          |
| Середня осадка (по КВЛ)    | 4,70 м                                                         | 4,70 м                                                         |
| Водотоннажність надводна   | 769 т                                                          | 769 т                                                          |
| Озброєння                  |                                                                |                                                                |
| Артилерія                  | одна палубна гармата калібру 88-мм, одна 20-мм зенітна гармата | одна палубна гармата калібру 88-мм, одна 20-мм зенітна гармата |
| Торпедно- мінне озброєння  | 4 носових і один кормовий ТА. 14 торпед або 26 мін             | 4 носових і один кормовий ТА. 14 торпед або 26 мін             |

U-316 — німецький підводний човен типу VIIC, часів Другої світової війни.
Замовлення на будівництво човна було віддане 25 серпня 1941 року. Човен був закладений на верфі суднобудівної компанії «Flender Werke AG» у місті Любек 11 серпня 1942 року під заводським номером 316, спущений на воду 19 червня 1943 року, 5 серпня 1943 року увійшов до складу 22-ї флотилії. Також за час служби входив до складу 23-ї та 31-ї флотилій.
Човен не виконав жодного бойового походу.
Затоплений екіпажем 2 серпня 1945 року в біля Травемюнде (53°59′ пн. ш. 10°56′ сх. д. / 53.983° пн. ш. 10.933° сх. д.). Пізніше підводний човен піднято та здано на злам.

## Командири
- Оберлейтенант-цур-зее Герман Штукманн (5 серпня 1943 — 4 травня 1944)
- Оберлейтенант-цур-зее Готтфрід Кеніг (5 травня 1944 — 2 травня 1945)